# 河西镇 (安康市)
河西镇是中国陕西省安康市汉滨区下辖的一个镇。

## 行政区划
河西镇下辖以下行政区：
汪台村、二档村、冯台村、五一村、汪台二村、徐家沟村、长沟村、曹沟村、庙岭村、新联村、张沟村、红一村、东山村、西山村、黄湾村、红云村、赤卫村、二里坡村、瓜园村、毛坪村、碾盘村、三合村